# Днепровский сельский совет (Белозёрский район)
Днепровский сельский совет (укр. Дніпровська сільська рада) — входит в состав
Белозёрского района
Херсонской области
Украины.
Административный центр сельского совета находится в 
пос. Днепровское
.

## История
- 1951 — дата образования.

## Населённые пункты совета
- пос. Днепровское
- пос. Янтарное
- пос. Первомайское
- пос. Ромашково